# Ben Staartjes
Bernard (Ben) Staartjes (Amsterdam, 9 december 1928 – Kapellen, 17 maart 2014) was een Nederlands zeiler.
Hij begon met zijn broer in een valk. Staartjes nam tweemaal deel aan de Olympische Zomerspelen in de Tempest en werd in 1972 met Kees Kurpershoek vijfde en in 1976 met Ab Ekels achtste. In 1972 werd hij in deze klasse Europees kampioen en bij het wereldkampioenschap in 1970 won hij een zilveren medaille, beiden met Kurpershoek. Hij was Chef d’Equipe van de Nederlandse zeilploeg bij de Olympische Zomerspelen 1980.